# Abschied der Slawin

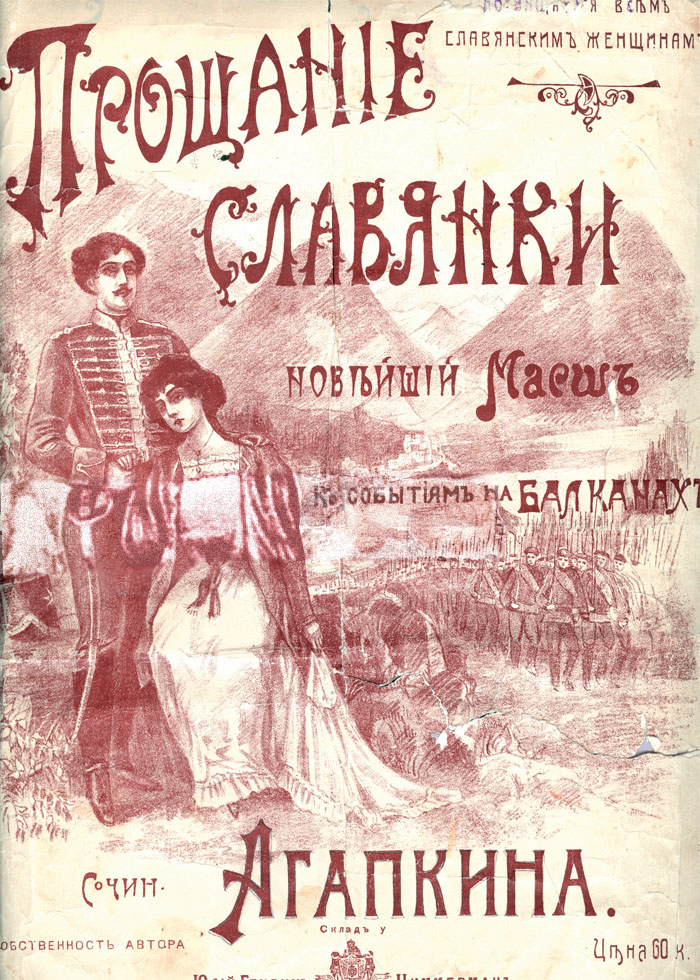
Abschied der Slawin

Abschied der Slawin (Прощание славянки) ist einer der bekanntesten Märsche in Russland. Er wurde 1912 von Wassili Agapkin (1884–1964) komponiert.
Im originalen Liedtext von W. Lasarew (1912) handelt der Marsch von einem Soldaten während der Balkankriege 1912/1913, der von seiner Frau Abschied nimmt. Es gibt aber zwei neuere Texte von A. Mingalew und M. Galitsch mit patriotischerem Inhalt.
Im Kriegsfilm Die Kraniche ziehen (1957) begleitet der Marsch eine Schlüsselszene, als die Einberufenen abmarschieren, ohne dass sich Hauptheld und Hauptheldin voneinander verabschieden können.
Im Film Gefangen im Kaukasus (1996) von Sergei Bodrow dient Abschied der Slawin als ein wichtiges Instrument in der Erzählung.
Ebenfalls wird der Marsch in dem Film Attack on Leningrad, in einer Interpretierung einer Militärbrassband unter der Leitung von I. Petrow, gespielt.